# Gran Premio de Finlandia de Motociclismo de 1965
El Gran Premio de Finlandia de Motociclismo de 1965 fue la undécima prueba de la temporada de 1965 del Campeonato Mundial de Motociclismo. El Gran Premio se disputó el 22 de agosto de 1965 en el Circuito de Imatra.

## Resultados 500cc
MV Agusta realmente no quería viajar a Finlandia, pero cuando Jim Redman se rompió la clavícula en Ulster, decidieron enviar a Giacomo Agostini para que luchase por la posibilidad de ganar el título de 350cc. Por supuesto, también compitió en la cilindrada de 500cc, que también ganó. Paddy Driver volvió a hacer una buena actuación al acabar segundo. Driver ahora se situaba en el tercer lugar del campeonato mundial y, por lo tanto, se convertía en el mejor piloto privado clasificado.
| Pos.    | Piloto            | Equipo    | Tiempo       | Pts. |
| ------- | ----------------- | --------- | ------------ | ---- |
| 1       | Giacomo Agostini  | MV Agusta | 1h 05' 49" 1 | 8    |
| 2       | Paddy Driver      | Matchless | +2' 16" 7    | 6    |
| 3       | Fred Stevens      | Matchless | +2' 23" 1    | 4    |
| 4       | Jouko Ryhänen     | Matchless | +1 Vuelta    | 3    |
| 5       | Jack Findlay      | Matchless | +1 Vuelta    | 2    |
| 6       | Lewis Young       | Matchless | +1 Vuelta    | 1    |
| 7       | Eric Hinton       | Norton    |              |      |
| 8       | František Šťastný | Jawa      |              |      |
| 9       | Roy Robinson      | Norton    |              |      |
| 10      | Hannu Kuparinen   | Matchless |              |      |
| 11      | Pentti Lehtelä    | Norton    |              |      |
| 12      | Philippe Canoui   | Matchless |              |      |
| 13      | Derek Lee         | Matchless |              |      |
| Ret     | Gyula Marsovszky  | Matchless | Ret          |      |
| Ret     | Agne Carlsson     | Matchless | Ret          |      |
| Ret     | Ian Burne         | Norton    | Ret          |      |
| Ret     | Bosse Granath     | Matchless | Ret          |      |
| Ret     | Gustav Havel      | Jawa      | Ret          |      |
| Ret     | Bosse Brolin      | Matchless | Ret          |      |
| Ret     | John Somers       | Norton    | Ret          |      |
| Fuente: |                   |           |              |      |

## Resultados 350cc
Giacomo Agostini aprovechó al máximo las vueltas de entrenamiento adicionales que había realizado al registrarse también en la clase de 500cc y ganó la carrera con dos minutos y medio por delante de Bruce Beale, que se pilotó una Honda RC 172 de 1964. František Boček terminó tercero a una vuelta. Agostini ahora tenía opciones de ganar el título mundial siempre que la convalecencia de la clavícula rota de Jim Redman durara lo suficiente.
| Pos. | Piloto            | Equipo    | Tiempo       | Pts. |
| ---- | ----------------- | --------- | ------------ | ---- |
| 1    | Giacomo Agostini  | MV Agusta | 1h 01' 19" 1 | 8    |
| 2    | Bruce Beale       | Honda     | +2' 30" 5    | 6    |
| 3    | František Boček   | Jawa      | +1 Vuelta    | 4    |
| 4    | Agne Carlsson     | AJS       |              | 3    |
| 5    | Lewis Young       | AJS       |              | 2    |
| 6    | Eric Hinton       | Norton    |              | 1    |
| 7    | Fred Stevens      | AJS       |              |      |
| 8    | Bo Grannath       | AJS       |              |      |
| 9    | Gyula Marsovszky  | AJS       |              |      |
| 10   | Jouko Ryhänen     | AJS       |              |      |
| 11   | Derek Lee         | AJS       |              |      |
| 12   | Bosse Brolin      | AJS       |              |      |
| 13   | Esko Puputti      | AJS       |              |      |
| Ret  | Derek Woodman     | MZ        | Ret          |      |
| Ret  | Gustav Havel      | Jawa      | Ret          |      |
| Ret  | Knut Thorvaldsen  | Norton    | Ret          |      |
| Ret  | Mike Duff         | Yamaha    | Ret          |      |
| Ret  | Ron Robinson      | Norton    | Ret          |      |
| Ret  | Paddy Driver      | AJS       | Ret          |      |
| Ret  | Hannu Kuparinen   | AJS       | Ret          |      |
| Ret  | Matti Salonen     | AJS       | Ret          |      |
| Ret  | Pentti Lehtelä    | AJS       | Ret          |      |
| Ret  | Ian Burne         | Norton    | Ret          |      |
| Ret  | Kurt Andersson    | Bultaco   | Ret          |      |
| Ret  | Uljas Pekkinen    | AJS       | Ret          |      |
| Ret  | František Šťastný | Jawa      | Ret          |      |
| Ret  | Maurice Hawthorne | AJS       | Ret          |      |
| Ret  | John Somers       | Norton    | Ret          |      |

## Resultados 250cc
Phil Read no compitió en Finlandia, pero su compañero de equipo Mike Duff se llevó los honores y ganó esa carrera. Heinz Rosner fue segundo con MZ y Ralph Bryans, que fue el reemplazo del lesionado Jim Redman con la Honda 3RC 164, tercero.
| Pos. | Piloto            | Equipo    | Tiempo       | Pts. |
| ---- | ----------------- | --------- | ------------ | ---- |
| 1    | Mike Duff         | Yamaha    | 1h 02' 22" 1 | 8    |
| 2    | Heinz Rosner      | MZ        | +1' 05" 4    | 6    |
| 3    | Ralph Bryans      | Honda     | +2' 32" 7    | 4    |
| 4    | Bruce Beale       | Honda     | +1 Vuelta    | 3    |
| 5    | Giuseppe Visenzi  | Aermacchi |              | 2    |
| 6    | Bob Coulter       | Bultaco   | +2 Vueltas   | 1    |
| 7    | John Somers       | Bultaco   |              |      |
| 8    | Barry Smith       | Bultaco   |              |      |
| 9    | Anders Bengtson   | Husqvarna |              |      |
| 10   | Jouko Näppi       | Ducati    |              |      |
| 11   | Toive Lehtinen    | Yamaha    |              |      |
| Ret  | Lennart Högberg   | Bultaco   | Ret          |      |
| Ret  | František Šťastný | Jawa      | Ret          |      |
| Ret  | Roy Robinson      | Greeves   | Ret          |      |
| Ret  | Gyula Marsovszky  | Bultaco   | Ret          |      |
| Ret  | Bosse Brolin      | Aermacchi | Ret          |      |
| Ret  | Ian Burne         | Yamaha    | Ret          |      |
| Ret  | Derek Woodman     | MZ        | Ret          |      |
| Ret  | Syd Mizen         | Greeves   | Ret          |      |

## Resultados 125cc
La victoria de 125cc estuvo entre Hugh Anderson y su compañero de equipo Frank Perris. Perris todavía tenía opciones de ganar el título mundial pero Anderson logró vencerlo con una diferencia de cuatro décimas de segundo. Jochen Leitert fue tercero con el MZ RE 125 casi tres minutos por detrás, pero por delante de Ralph Bryans.
| Pos. | Piloto           | Moto    | Tiempo      | Pts. |
| ---- | ---------------- | ------- | ----------- | ---- |
| 1    | Hugh Anderson    | Suzuki  | 58' 54" 8   | 8    |
| 2    | Frank Perris     | Suzuki  | +0" 4       | 6    |
| 3    | Jochen Leitert   | MZ      | +2' 52" 3   | 4    |
| 4    | Ralph Bryans     | Honda   | + 1 Vuelta  | 3    |
| 5    | Roland Rentzsch  | MZ      | + 1 Vuelta  | 2    |
| 6    | Giuseppe Visenzi | Honda   | + 1 Vuelta  | 1    |
| 7    | Bruce Beale      | Honda   | + 2 Vueltas |      |
| 8    | Jukka Petaja     | MZ      | + 2 Vueltas |      |
| 9    | Seppo Näppi      | Honda   | + 2 Vueltas |      |
| 10   | Vagn Stevenhoevd | MZ      | + 2 Vueltas |      |
| 11   | Syd Mizen        | Honda   |             |      |
| 12   | Bo Granath       | MZ      |             |      |
| 13   | Lennart Högberg  | Bultaco |             |      |
| 14   | Barry Smith      | Bultaco |             |      |
| Ret  | Heinz Rosner     | MZ      | Ret         |      |
| Ret  | Hartmut Bischoff | MZ      | Ret         |      |
| Ret  | Bosse Grannath   | MZ      | Ret         |      |
| Ret  | Agne Carlsson    | MZ      | Ret         |      |
| Ret  | Derek Woodman    | MZ      | Ret         |      |
| Ret  | Bob Coulter      | Bultaco | Ret         |      |
| Ret  | František Boček  | Jawa-CZ | Ret         |      |
| Ret  | Klaus Enderlein  | MZ      | Ret         |      |
| Ret  | Ernst Degner     | Suzuki  | Ret         |      |
| Ret  | Dieter Krumpholz | MZ      | Ret         |      |